# Йеджон (правитель Корё)
Йеджон (кор. 예종, 睿宗, Yejong) — 16-й правитель корейского государства Корё, правивший в 1105—1122 годах. Имя — У (кор. 우, 俁, U). Второе имя — Семин (кор. 세민, 世民, Semin).
Посмертные титулы — Мённёль чесун Мунхё-тэван.